# Ieixivà dels Estudiants de París
La Ieixivà dels Estudiants de París (o el centre hebreu d'estudi i reflexió) (CHER), és un institut d'estudis rabínics (una ieixivà) fundada en 1987 pel Rabí Gerard Zyzek. El seu objectiu és l'ensenyament de les tradicions jueves i l'aprenentatge del Talmud de Babilònia.

## Història

### La ieixivà a Estrasburg
La primera Ieixivà dels estudiants va ser fundada a Estrasburg, França, després de la Guerra dels Sis Dies i el Maig del 68, com una iniciativa dels Rabins Eliyahu Abitbol i Fernand Klapish. El Rabí Abitbol, va ser alumne de Lleó Ashkenazi, després del Rabí Shlomo Wolbe, i company d'estudi del Rabí Yehezkel Bretler, alumne del Chazon Ish. A petició del Rabí Yaakov Yisrael Kanievsky, també anomenat Steipler, es va instal·lar a França. El Rabí Steipler va animar als joves talmudistes francòfons per anar a viure a França, per formar els quadres necessaris per acollir als jueus procedents del Nord d'Àfrica, que havien estat repatriats a França, després de la Independència d'Algèria. La Ieixivà dels Estudiants d'Estrasburg, durant els anys 70 i 80 del segle xx, va formar a joves jueus idealistes, que van començar l'estudi del Talmud babilònic.

### La ieixivà a París
La primera sala d'estudi de la ieixivà a París, es va instal·lar en 1987, per ensenyar el Talmud als estudiants. Amb els anys, l'activitat de la ieixivà va augmentar, i aquesta es va veure obligada a canviar la seva ubicació diverses vegades. Es va instal·lar al barri parisenc de Marais, entre 1994 i 1995, després en el número 10 del carrer de Malta, entre 1996 i 2002, abans de mudar-se al número 10 del carrer Cadet, on va estar entre 2003 i 2015, juntament amb la sinagoga Adas Yereim, actualment desapareguda. En aquell mateix indret, la ieixivà disposava d'allotjament per als estudiants. Va abandonar el carrer Cadet en 2015, per mudar-se al número 11 del carrer Henri-Murger, i disposa de nou, des de la tardor de 2018, d'allotjament per als estudiants.

## Ensenyaments del centre
Des de l'inici del segle xxi, el personal educatiu ha augmentat, amb la participació d'alumnes de llarga durada en el marc del projecte: "Escola de mestres". La ieixivà fomenta els estudis femenins, mitjançant els cursos de Stéphanie Klein. L'ensenyament consisteix en l'estudi del Talmud babilònic i el Chumash, juntament amb els comentaris de Raixí, i l'estudi de les obres del Maharal de Praga. Els cursos tracten sobre les qüestions de la societat, segons la tradició rabínica, en un esperit de diàleg. La ieixivà organitza, almenys un cop a l'any, una jornada d'estudi amb oradors convidats.

## Gala anual de la ieixivà
La gala anual de la ieixivà inclou a diverses personalitats com el Rabí Major de França, Haim Korsia, i el cantant Enrico Macías.